# 深遊犀鱈
深遊犀鱈，為輻鰭魚綱鱈形目海鰗鰍科的其中一種，為熱帶淡水魚，分布於東太平洋區，從墨西哥加利福尼亞灣至巴拿馬灣海域，體長可達10公分，棲息在大陸棚底中層水域，以浮游生物為食，生活習性不明。

## 扩展阅读
維基物種上的相關：深遊犀鱈